# الدوري العراقي الدرجة الأولى 2011–12
دوري الدرجة الاولى العراقي 2011 - 2012 وهو الدوري العراقي لفرق الدرجة الاولى ادنى من الدرجة الممتازة في العراق للموسم 2011 - 2012 والذي ينظمه الاتحاد العراقي لكرة القدم بدأ الموسم 22 يناير 2012 شارك في هذا الموسم 47 فريقًا تم تقسيمها على خمسة مجاميع

## المجموعة 1
1-الموصل
2-السليمانية
3-غاز الشمال
4-بيشمرگة
5-الطوز
6-صلاح الدين
7-الثورة

## المجموعة 2
1-سامراء
2-الأنبار
3-الرمادي
4-ديالى
5-عمال نينوى
6-جلولاء
7-نينوى
8-الفلوجة

## المجموعة 3
1 الجيش
2 ابوغريب
3 الخطوط
4 النجدة
5 الكاظمية
6 العدالة
7 الصناعات الكهربائية
8 بلادي
9 الاتصالات
10 الحسين
11 الشعلة
12 الصليخ

## المجموعة 4
1 السماوة
2 الهندية
3 نفط الوسط
4 الكوفة
5 الديوانية
6 المدحتية
7 بابل
8 الاتفاق
9 الروضتين
10 السدة

## المجموعة 5
1 نفط البصرة
2 نفط ميسان
3 مصافي الجنوب
4 العمارة
5 الناصرية
6 البحري
7 ميسان
8 الحي
9 النهرين
10 القرنة.